# Dentition
Ne doit pas être confondu avec Denture.
La dentition désigne l'ensemble des phénomènes concernant la formation, la croissance et l'éruption des dents à travers la gencive, et, plus particulièrement leur mise en place sur l'arcade.
Le terme de « dentition » est également utilisé, dans le langage courant, pour désigner le nombre, la nature, et la disposition des dents d'un animal ou d'un être humain, c'est-à-dire sa denture. Dans un contexte scientifique, cet usage, sans doute influencé par le mot anglais « dentition », est cependant incorrect.
Chez les mammifères, il y a souvent deux dentitions, l'une apparaissant dès le sevrage, constituée de dents de lait, l'autre s'achevant quand les mâchoires cessent de grandir.

## Dentition chez l'être humain
Trois dentitions se succèdent.
- La première poussée se déroule entre 6 mois et 6 ans environ. Elle aboutit à la mise en place des dents temporaires, appelées également dents déciduales ou dents de lait.

C'est généralement une incisive inférieure qui apparaît en premier, suivie rapidement des 7 autres incisives. Ensuite apparaissent les premières molaires, puis les canines, et enfin les deuxièmes molaires.
- La deuxième se déroule entre 6 ans et 13 ans environ (sans tenir compte des dents de sagesse, qui peuvent apparaître entre 16 et 25 ans, mais pas toujours). Elle aboutit à la mise en place des dents permanentes ou dents définitives.

Les premières dents permanentes à apparaître sont les premières molaires (aussi appelées dents de 6 ans). Presque aussitôt les incisives temporaires commencent à tomber, et les incisives permanentes font leur éruption. Ensuite l'ordre n'est pas toujours systématique. Entre 9 et 11 ans environ, les canines et les prémolaires feront leur éruption. Enfin ce sont les deuxièmes molaires (aussi appelées dents de 12 ans).
- La troisième dentition : Les troisièmes molaires ou dents de sagesse apparaissent à un âge très variable autour de 20 ans. La denture finale ne comportera que des dents permanentes.

Chez l'être humain, la denture a donc la composition finale suivante, par arcade dentaire, de l'axe médial à l'axe latéral : 4 incisives, 2 canines, 4 prémolaires et 6 molaires.

### Âges de mise en place des dents définitives
- Filles : 
  - Premières molaires : 6,1 ans (entre 5 ans et 1 mois et 7 ans)
  - Incisives inférieures : 6,3 ans (entre 5 ans et demi et 7 ans)
  - Incisives supérieures : 7,2 ans (entre 6 ans et  4 mois et 8 ans)
  - Premières prémolaires : 10,1 ans (entre 8 ans et 7 mois et 11 ans 8 mois)
  - Deuxièmes prémolaires : 10,9 ans (entre 9 ans et 2 mois et 12 ans 8 mois)
  - Deuxièmes molaires : 11,9 ans (entre 10 ans et 3 mois et 13 ans 8 mois)
  - Canines : 10,5 ans (entre 9 ans 7 mois et 11 ans 2 mois)
  - Troisièmes molaires : vers 20 ans
- Garçons :
  - Première molaire inférieure : 6,3 ans (entre 5 ans 5 mois et 7 ans 3 mois)
  - Incisives inférieures : 7,1 ans (entre 5 ans 9 mois et 8 ans 8 mois)
  - Incisives supérieures : 8,1 ans (entre 6 ans 8 mois et 9 ans 9 mois)
  - Premières prémolaires : 10,6 ans (entre 8 ans 11 mois et 12 ans 4 mois)
  - Deuxièmes prémolaires : 11,3 ans (entre 9 ans 7 mois et 13 ans 2 mois)
  - Deuxièmes molaires : 12,4 ans (entre 10 ans 9 mois et 14 ans 1 mois)
  - Canines : 11,2 ans (entre 9 ans 6 mois et 13 ans 1 mois)
  - Troisièmes molaires : vers 20 ans

Lorsque les dents permanentes font leur éruption, il est plus que temps d'arrêter de sucer le pouce (méthode du calendrier, Logopède/Orthophoniste). La séquence de mise en place des dents définitives a plus d'importance que l'âge civil d'éruption. Le dentiste généraliste peut contrôler la situation tous les trois mois et, éventuellement, il corrige certains défauts d'éruption : dent de lait qui tarde à tomber, correction horizontale par slices sur les dents lactéales lors d'un encombrement dentaire, correction verticale par deux réducteurs d'espace interocclusal de repos (REIOR), gauche et droit, lors de la persistance d'une déglutition infantile, etc.
Si l'éruption ne se fait pas correctement, on pourra aussi l'aider grâce au port d'un appareil orthodontique.
Cependant il ne faut pas s'inquiéter trop tôt : un encombrement temporaire est très fréquent. En effet la largeur des prémolaires est inférieure à celle des molaires temporaires, ce qui va permettre de récupérer de la place.
De même, il est assez fréquent que les incisives permanentes apparaissent en arrière des incisives temporaires. Dans ce cas, on aide les dents de lait à tomber et les dents définitives peuvent reprendre une position correcte.

### Repérage international des dents chez l'être humain
Le système de normalisation ISO de repérage des dents chez l'être humain, proposé par l'Organisation mondiale de la santé (OMS), est largement utilisé par les professionnels de la santé dentaire. Il est basé sur le système de notation utilisé par la Fédération dentaire internationale (FDI) et est connu sous le nom de ISO 3950.
Dans ce système, la dentition humaine est repérée selon quatre quadrants divisant les deux mâchoires. Dans chaque quadrant, les dents sont numérotées de 1 à 8.
Le quadrant est lui-même indiqué par un numéro de 1 à 8, selon sa position et selon le type de dentition décrit (provisoire alias « dents de lait » ou définitive alias « dents d'adulte »).
Le repérage « gauche » - « droite » fait référence à la position dans la bouche du patient mais correspond à la vision du dentiste ; la gauche et la droite sont donc inversées.
| - Notation ISO pour le repérage des quadrants de mâchoire adulte - Notation ISO pour les dents de la mâchoire supérieure - Notation ISO pour les dents de la mâchoire inférieure - Notation ISO pour les dents temporaires - Notations ISO (en rouge) et UNS (en vert) pour les dents définitives |

| Dentition permanente (« dents d'adulte ») supérieure droite - 1 supérieure gauche - 2 18 17 16 15 14 13 12 11 \| 21 22 23 24 25 26 27 28 DROITE --------------------------------------------------- GAUCHE 48 47 46 45 44 43 42 41 \| 31 32 33 34 35 36 37 38 inférieure droite - 4 inférieure gauche - 3 Dentition temporaire (« dents de lait ») supérieure droite - 5 supérieure gauche - 6 55 54 53 52 51 \| 61 62 63 64 65 DROITE --------------------------------- GAUCHE 85 84 83 82 81 \| 71 72 73 74 75 inférieure droite - 8 inférieure gauche - 7 I - incisive C - canine P - prémolaire M - molaire (dont dents de sagesse) |